# ISO 27000
ISO/IEC 27000 — серия международных стандартов, включающая стандарты по информационной безопасности опубликованные совместно Международной организацией по стандартизации (ISO) и Международной электротехнической комиссии (IEC).
Серия содержит лучшие практики и рекомендации в области информационной безопасности для создания, развития и поддержания системы менеджмента информационной безопасности.

## Перечень стандартов
- ГОСТ Р ИСО/МЭК 27000-2021 «Информационные технологии. Методы и средства обеспечения безопасности. Системы менеджмента информационной безопасности. Общий обзор и терминология»
- ГОСТ Р ИСО/МЭК 27001-2021 «Информационная технология. Методы и средства обеспечения безопасности. Системы менеджмента информационной безопасности. Требования»
- ГОСТ Р ИСО/МЭК 27002-2021 «Информационные технологии. Методы и средства обеспечения безопасности. Свод норм и правил применения мер обеспечения информационной безопасности»
- ГОСТ Р ИСО/МЭК 27003-2021 «Информационная технология. Методы и средства обеспечения безопасности. Системы менеджмента информационной безопасности. Руководство по реализации системы менеджмента информационной безопасности»
- ГОСТ Р ИСО/МЭК 27004-2021 «Информационная технология. Методы и средства обеспечения безопасности. Менеджмент информационной безопасности»
- ГОСТ Р ИСО/МЭК 27005-2010 «Информационная технология. Методы и средства обеспечения безопасности. Менеджмент риска информационной безопасности»
- ГОСТ Р ИСО/МЭК 27006-2020 «Информационные технологии. Методы и средства обеспечения безопасности. Требования к органам, осуществляющим аудит и сертификацию систем менеджмента информационной безопасности»
- ГОСТ Р ИСО/МЭК 27007-2014 «Информационная технология. Методы и средства обеспечения безопасности. Руководства по аудиту систем менеджмента информационной безопасности»
- ГОСТ Р 56045-2014/ISO/IEC TR 27008:2011 «Информационная технология. Методы и средства обеспечения безопасности. Рекомендации для аудиторов в отношении мер и средств контроля и управления информационной безопасностью»
- ГОСТ Р ИСО/МЭК 27011-2012 «Информационная технология. Методы и средства обеспечения безопасности. Руководства по менеджменту информационной безопасности для телекоммуникационных организаций на основе ИСО/МЭК 27002»
- ГОСТ Р ИСО/МЭК 27013-2014 «Информационная технология. Методы и средства обеспечения безопасности. Руководство по совместному использованию стандартов ИСО/МЭК 27001 и ИСО/МЭК 20000-1»
- ISO/IEC TR 27016:2014 «Information technology — Security techniques — Information security management — Organizational economics»
- ГОСТ Р ИСО/МЭК 27017-2021 «Информационные технологии. Методы и средства обеспечения безопасности. Правила применения мер обеспечения информационной безопасности на основе ИСО/МЭК 27002 при использовании облачных служб»
- ISO/IEC 27018:2014 «Information technology — Security techniques — Code of practice for protection of personally identifiable information (PII) in public clouds acting as PII processors»
- ГОСТ Р ИСО/МЭК 27031-2012 «Информационная технология. Методы и средства обеспечения безопасности. Руководство по готовности информационно-коммуникационных технологий к обеспечению непрерывности бизнеса»
- ГОСТ Р ИСО/МЭК 27033-1-2011 «Информационная технология. Методы и средства обеспечения безопасности. Безопасность сетей. Часть 1. Обзор и концепции»
- ГОСТ Р ИСО/МЭК 27033-3-2014 «Информационная технология. Методы и средства обеспечения безопасности. Безопасность сетей. Часть 3. Эталонные сетевые сценарии. Угрозы, методы проектирования и вопросы управления»
- ГОСТ Р ИСО/МЭК 27034-1-2014 «Информационная технология. Методы и средства обеспечения безопасности. Безопасность приложений. Часть 1. Обзор и общие понятия»
- ISO/IEC 27035-1:2016 «Information technology — Security techniques — Information security incident management — Part 1: Principles of incident management (ISO/IEC 27035-1:2016)»
- ISO/IEC 27035-2:2016 «Information technology — Security techniques — Information security incident management — Part 2: Guidelines to plan and prepare for incident response»
- ГОСТ Р ИСО/МЭК 27037-2014 «Информационная технология. Методы и средства обеспечения безопасности. Руководства по идентификации, сбору, получению и хранению свидетельств, представленных в цифровой форме»
- ГОСТ Р ИСО/МЭК 27038-2016 — «СМИБ. Требования и методы электронного цензурирования»
- ISO ISO/IEC 27040-2015 «Information technology — Security techniques — Storage security»
- ISO ISO/IEC 27042-2015 «Information technology — Security techniques — Guidelines for the analysis and interpretation of digital evidence»
- ISO ISO/IEC 27050-1-2016 «Information technology — Security techniques — Electronic discovery — Part 1: Overview and concepts»
- DS/ISO/IEC 27050-3-2017 «Information technology — Security techniques — Electronic discovery — Part 3: Code of practice for electronic discovery»
- ГОСТ Р ИСО/МЭК 27050-1-2019 «Информационные технологии. Методы обеспечения безопасности. Выявление и раскрытие электронной информации. Часть 1. Обзор и концепции»